# روبرت فولكنير
روبرت فولكنير (بالإنجليزية: Vic Faulkner)‏ هو منافس ألعاب قوى أسترالي، ولد في 29 سبتمبر 1958.